# Max Hermann Maxy
Ne pas confondre avec le compositeur britannique Max Herman (en) (1984-).

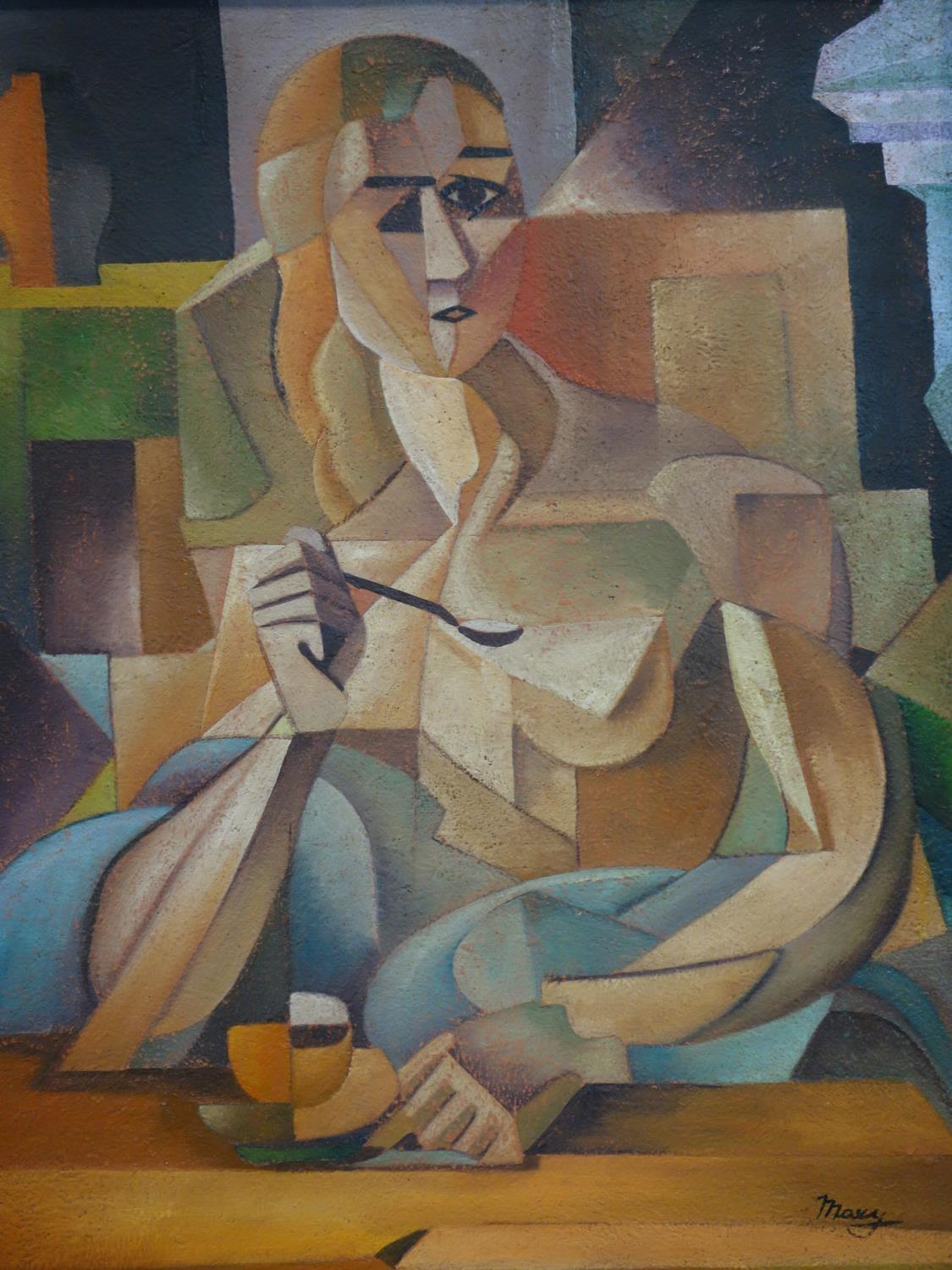
Femme buvant du café.

Max Hermann Maxy (également connu sous le nom de M. H. Maxy, né Max Herman le 26 octobre 1895  à Brăila et mort le 19 juillet 1971, est un peintre roumain, professeur d'art, scénographe et professeur d'origine juive allemande. 

## Biographie
Maxy naît le 26 octobre 1895 à Brăila, dans une famille juive. En 1902, après la mort prématurée de sa mère, lui et sa famille s'installent dans la capitale nationale, Bucarest. Entre 1913 et 1916, il étudie à l'Ecole des Beaux-Arts, où Camil Ressu et Frederic Storck font partie de ses professeurs. Il combat pendant la Première Guerre mondiale, une expérience qui influence grandement sa peinture.
Maxy, en collaboration avec les artistes Iosif Ross et Iosif Steurer, organise une exposition d'art à Iași en 1918, qui dépeint des scènes du front de la Première Guerre mondiale. C'est cette année-là qu'il commence à utiliser le nom de "Maxy". En 1922 et 1923, Maxy étudie à Berlin en Allemagne, avec un autre artiste roumain nommé Arthur Segal,. Pendant ce temps, il expose une partie de son art à Berlin et rejoint le groupe de novembre, une organisation culturelle socialiste allemande qui promeut l'art expressionniste. Le constructivisme domine les premières œuvres de Maxy, mais plus tard commence à peindre dans un style moderniste modéré (réputé pour son réalisme et son mode narratif). Au cours des années 1920 et 1930, il expose également son art à Bucarest, souvent avec d'autres artistes. Il devient scénographe pour le théâtre juif de Bucarest en 1939. En 1941, lorsque la législation anti-juive est adoptée en Roumanie, il devient le directeur de ce théâtre. Pendant ce temps, Maxy enseigne également à des étudiants exclus du système éducatif public roumain à l'école privée juive des arts. Il devient directeur du Musée national d'art de Roumanie et, en 1949, professeur d'université à l'Institut des arts Nicolae Grigorescu, aujourd'hui appelé l'École des beaux-arts. À partir de 1954, il reçoit de nombreuses récompenses du gouvernement communiste roumain, notamment le titre d'"artiste émérite".
Maxy meurt le 19 juillet 1971 à Bucarest.
Ses œuvres sont exposées dans de nombreuses expositions d'art roumain à Bucarest, Prague, Moscou, Berlin, Varsovie, Budapest, Sofia, Belgrade, Athènes, Le Caire, Damas et Istanbul.